# Société des mines de cuivre de Naltagua
La Société des mines de cuivre de Naltagua (SNCM) est une compagnie minière française créée en 1908 pour exploiter d'importants gisements de cuivre au Chili, faisant travailler 2 500 personnes. Dotée de réserves d'environ 40 millions de tonnes, elle a été pénalisée par des techniques d'affinage du minerai peu efficientes et obligée de vendre ses actifs en 1945.

## Histoire
L'existence d'une mine d'or et de cuivre où s'implantera la future Société des mines de cuivre de Naltagua était signalée dès le milieu du XIXe siècle dans les annales des mines, la remontée du Maipo (fleuve) à partir de son embouchure et du port naturel de San Antonio (Chili), au sud de Valparaíso, permettant d'y accéder puis d'arriver à Santiago.
La « Société des Mines de Cuivre de Naltagua » (SNCM) a été fondée en 1908 par le comte Bernard de Saint-Seine, avec le comte et le gendre du baron de Rothschild. Elle est dotée d'un capital de dix millions de francs, dont trois millions de francs sous forme d'obligations convertibles, pour travailler les mines de cuivre de Naltagua, des gisements de cuivre à teneur modeste, environ 4 %, à hauteur de 300 tonnes extraites par jour. La société rachète l'hacienda de Naltagua et tout autour, un total de 120 concessions, sur un périmètre d'un kilomètre sur sept, au sud de la gare d'"El Monte", située sur la voie ferrée reliant Santiago à San Antonio (Chili). Souffrant du manque de capacité d'affinage, elle bâtit un four à minerai en juin 1909 le long du Maipo (fleuve). Ce four utilise du coke, trop coûteux à importer, et sera remplacé par des fours utilisant des combustibles locaux. Le site minier d'El Teniente connait les mêmes difficultés en 1908, pour les mêmes raisons, obligeant la société américaine Braden Copper à accepter une injection de capital.
La société française avait été précédée dans son installation au Chili par la création en 1899 de la Société des mines de cuivre de Catemu, qui avait pris le contrôle de la mine de cuivre d'El Soldado et utilisait des combustibles locaux dans son usine d'affinage de « La Poza ». Elle a aussi été précédée en 1906 par la Société des Mines et Usines de Cuivre de Chanaral, groupe français qui reprend les mines de cuivre de Chanaral Atacama et fait passer la production d'un million à 2,5 millions de livres de cuivre, contre 4 millions pour la Société des mines de cuivre de Catemu à la même époque.